# Place Sainte-Geneviève
La place Sainte-Geneviève est une voie du 5e arrondissement de Paris dans le quartier de la Sorbonne.

## Situation et accès

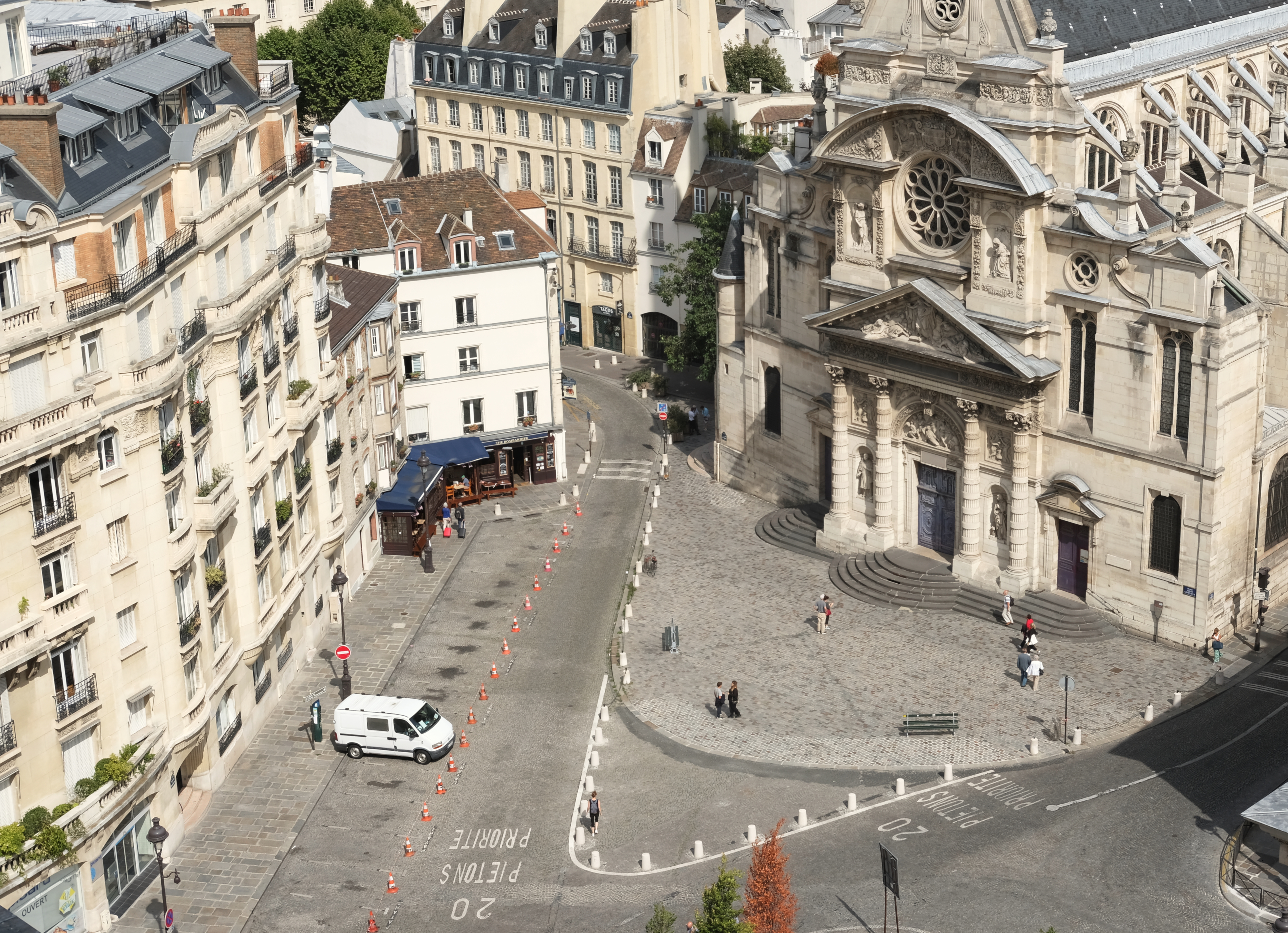
Place Sainte-Geneviève vue depuis la coupole du Panthéon.

La place Sainte-Geneviève est proche de la station de métro Cardinal Lemoine.

## Origine du nom
Elle tient son nom de l'ancienne abbaye Sainte-Geneviève de Paris accueillant les reliques de sainte Geneviève et intégrée au lycée Henri-IV.

## Historique
Cette place est l'ancien « carré Sainte-Geneviève » situé devant le parvis de l'église Saint-Étienne-du-Mont et l'angle nord-est du Panthéon de Paris.
Le nom de « carré Sainte-Geneviève » a été utilisé jusque vers 1800, mais on le trouve encore en 1812 sous le nom de « carré Sainte-Geneviève » comme dans l'ouvrage de Jean de La Tynna.
Les premières maisons y ont été bâties vers 1355 mais sa réelle réalisation et le début de l'alignement datent de 1770. Elle prend alors le nom de « carré Sainte-Geneviève ». Elle est citée dans Le Dit des rues de Paris de Guillot de Paris sous la forme de l'« Ètre ».

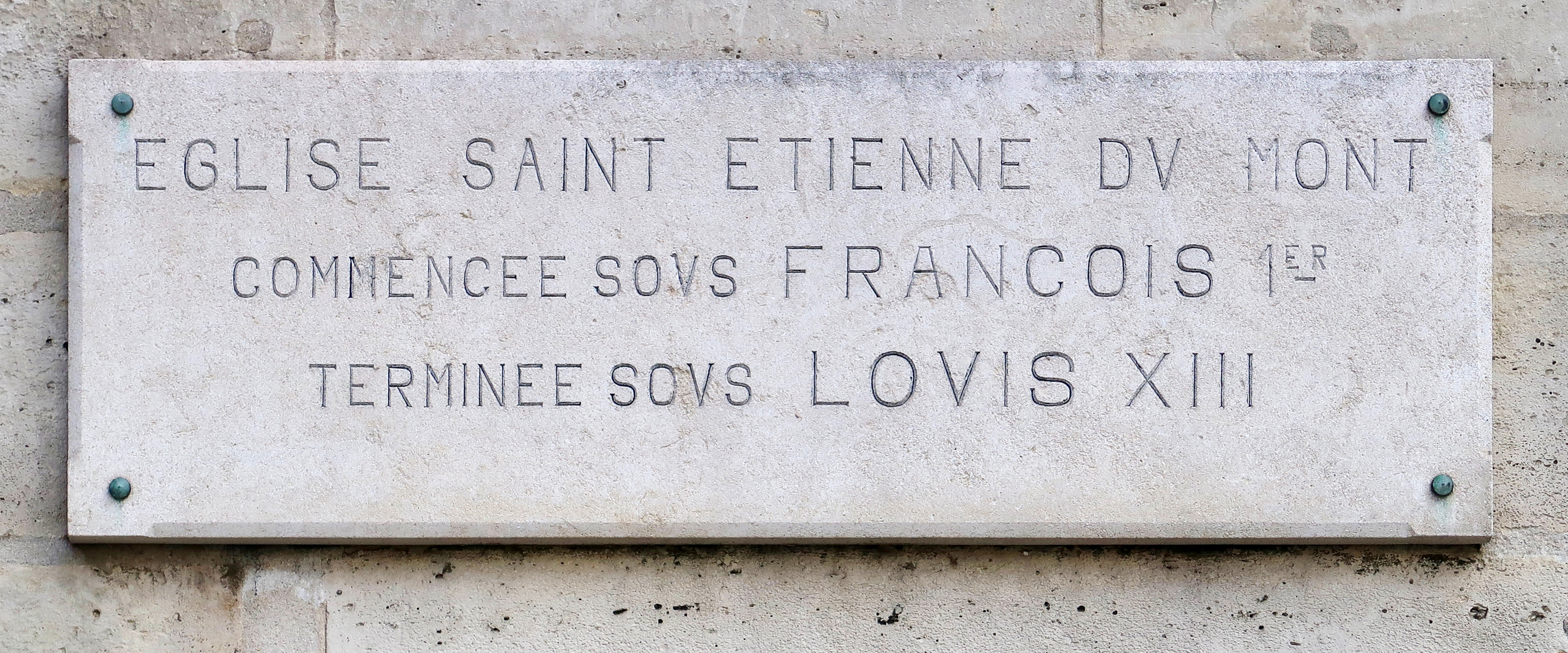
Plaque sur la façade de l'église.
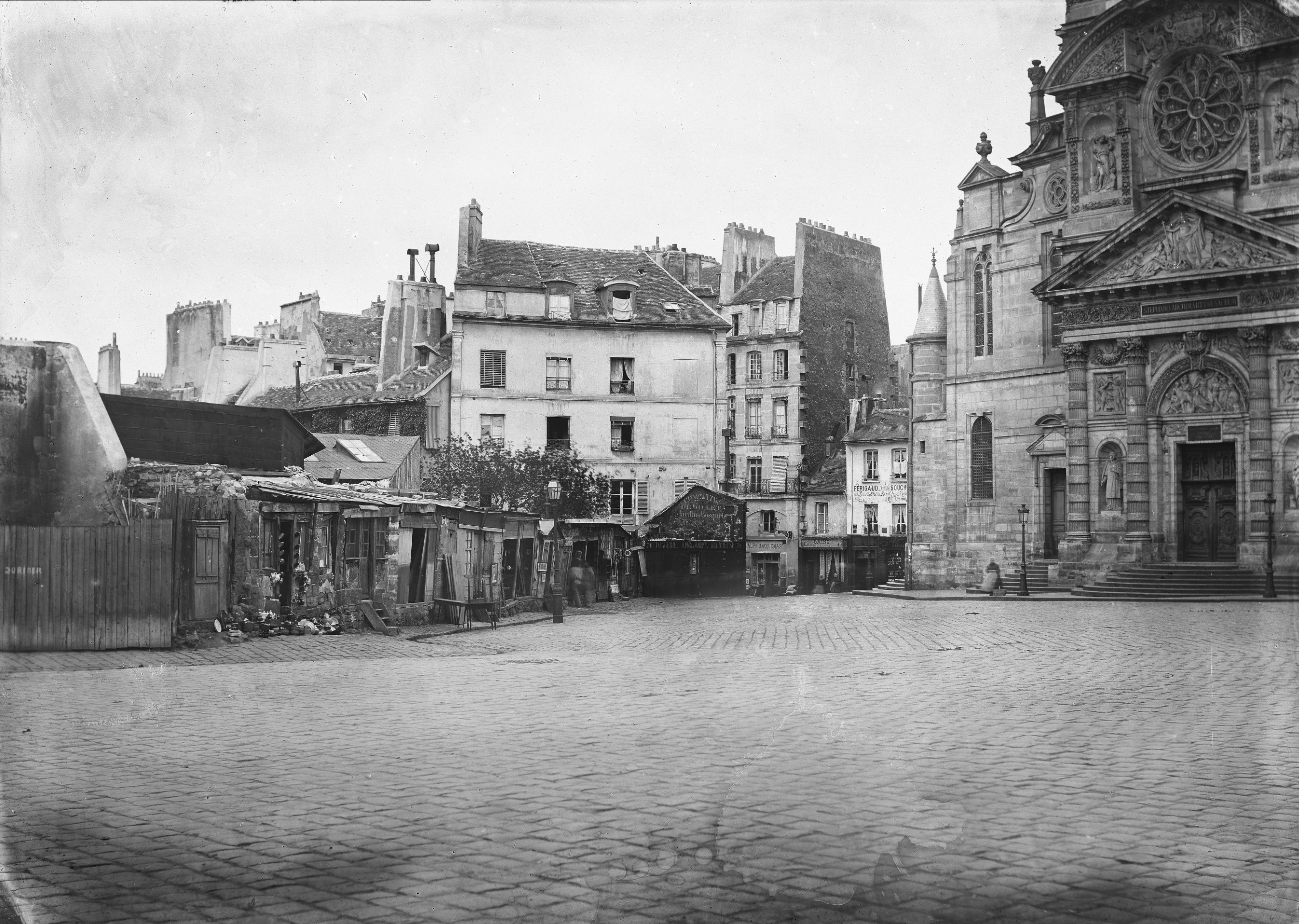
La place vers 1870 (photographie de Charles Marville).

## Bâtiments remarquables et lieux de mémoire
- L'église Saint-Étienne-du-Mont.
- Le Panthéon de Paris.
- Prosper Mérimée (1803-1870), écrivain, historien et archéologue français, est né place Sainte-Geneviève (à l'époque carré Sainte-Geneviève, au no 7) le 28 septembre 1803.

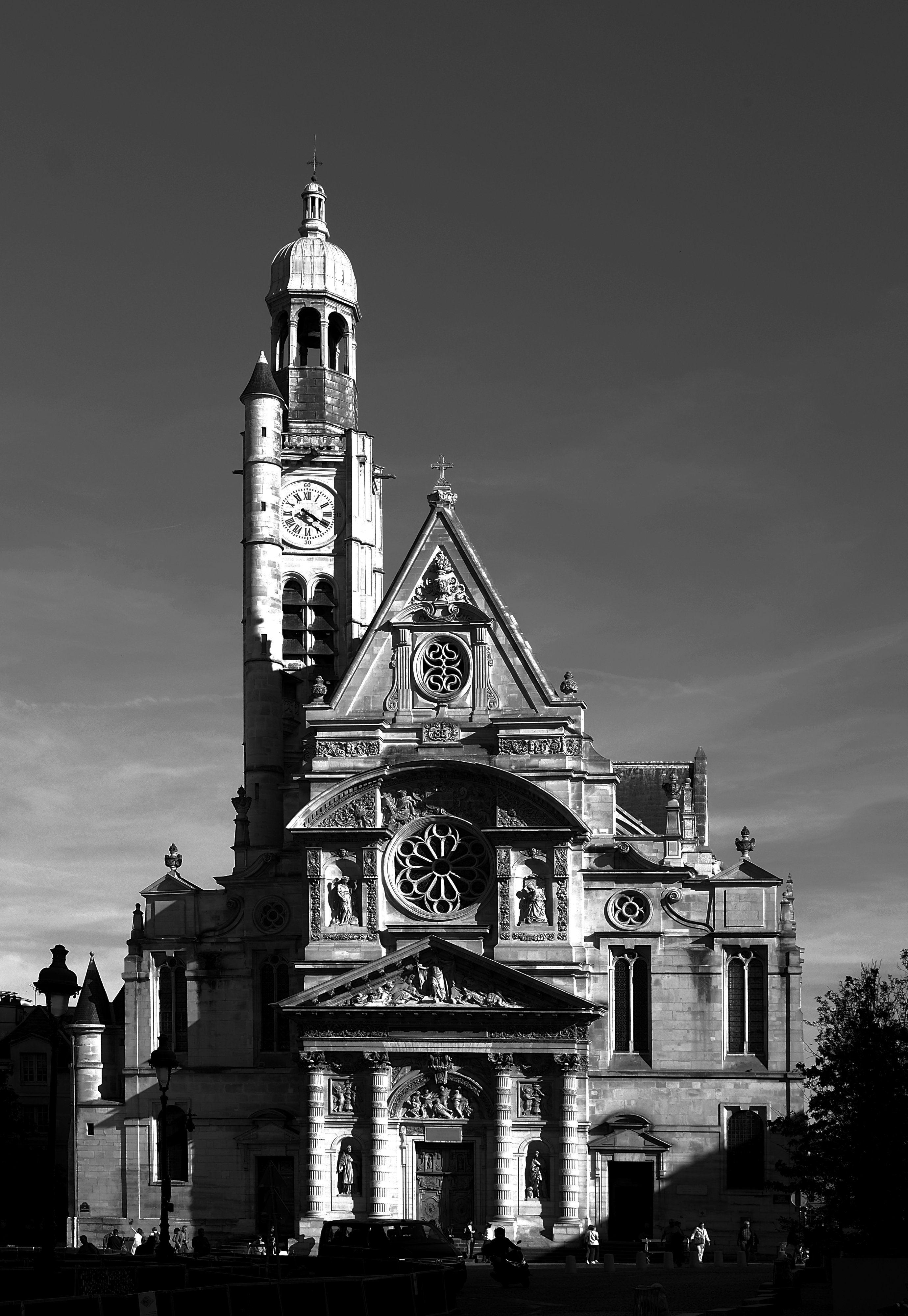
Eglise Saint-Étienne-du-Mont.
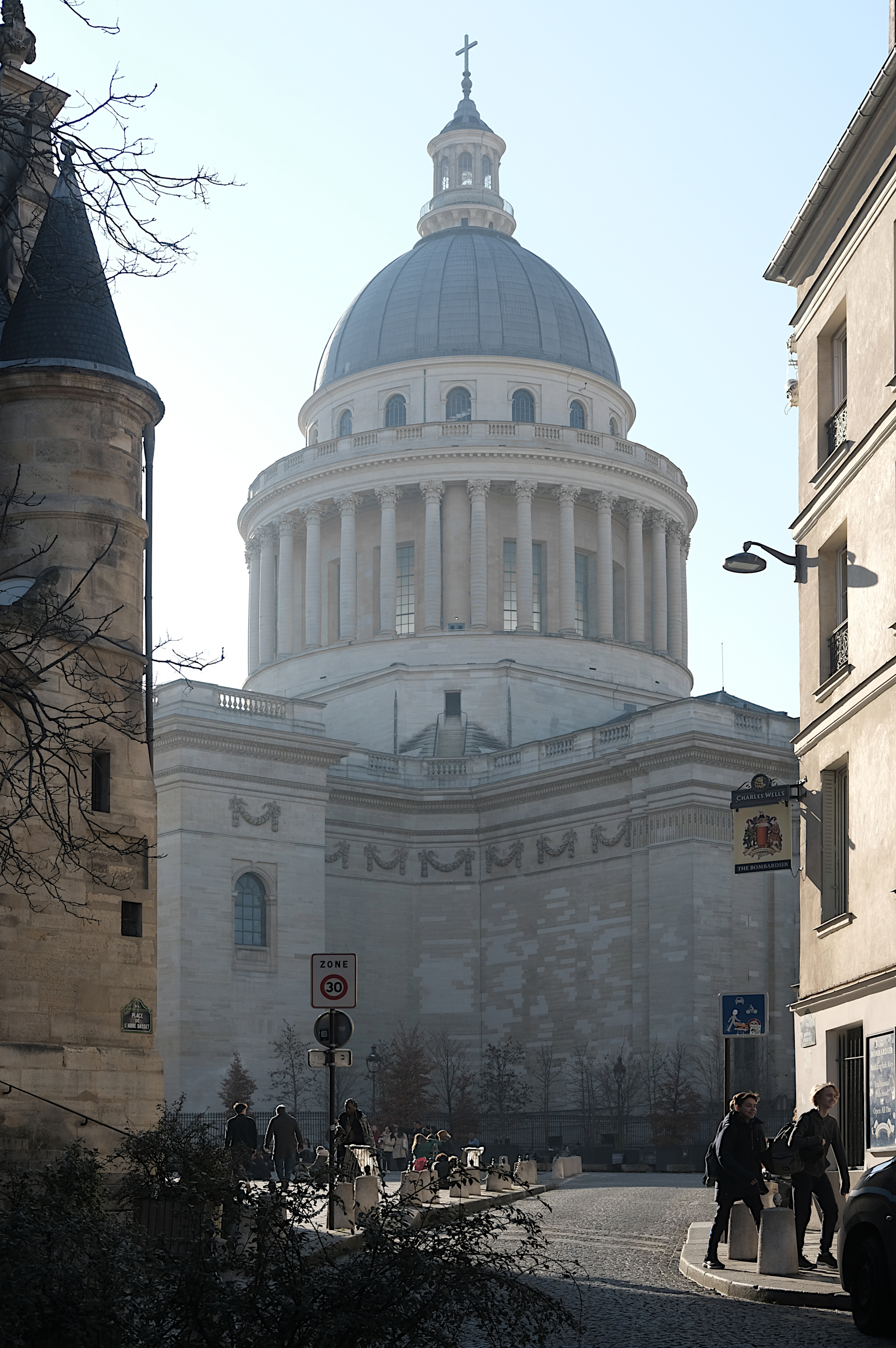
Le Panthéon vu du haut de la rue de la Montagne Sainte-Geneviève.
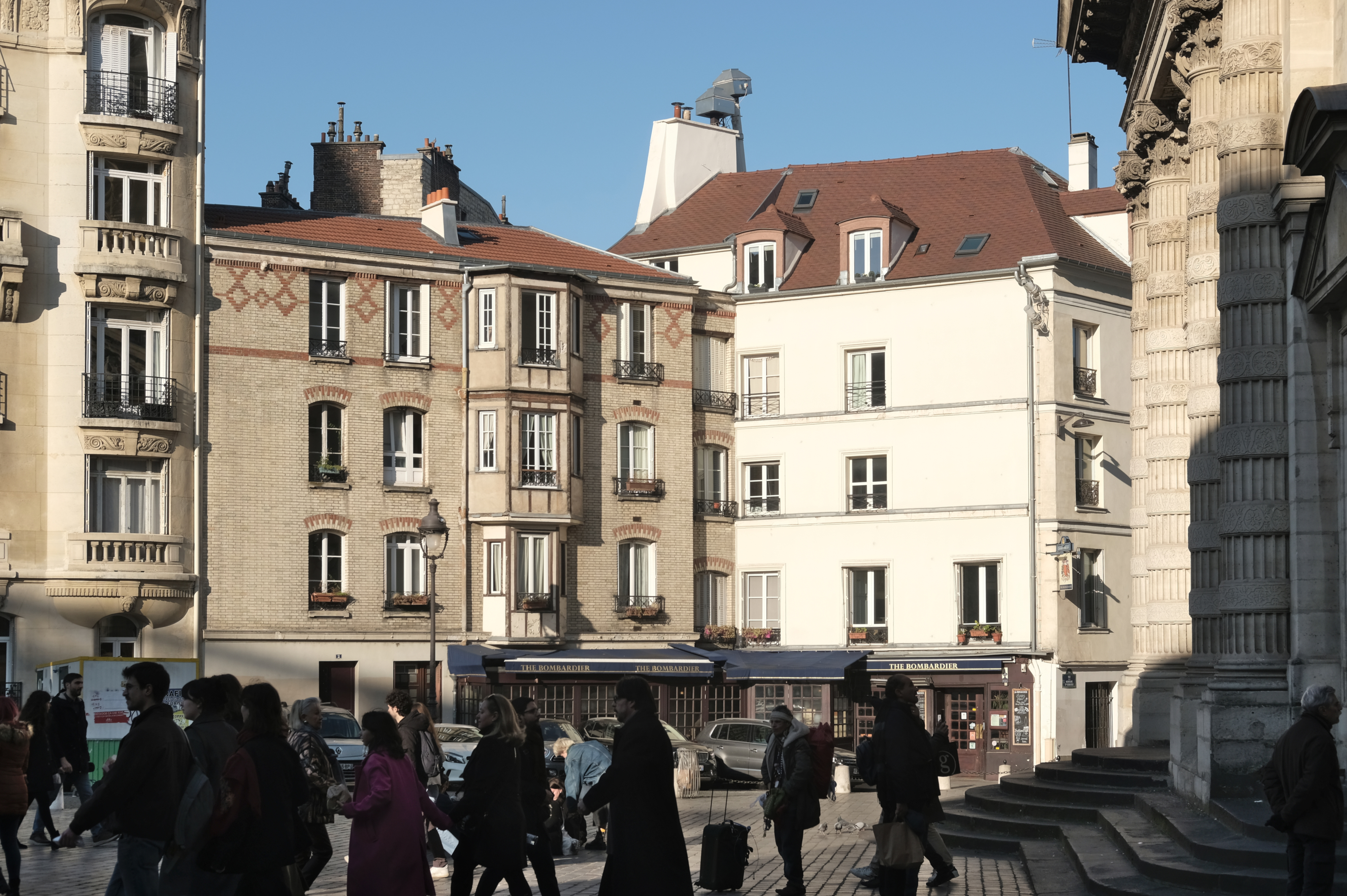
Place Sainte-Geneviève : sortie de la messe de l'église Saint-Étienne-du-Mont.

### Filmographie
C'est sur cette place que fut tournée, en 1964, la célèbre scène de l'accident de la 2CV du Corniaud de Gérard Oury, avec Bourvil et Louis de Funès. Le même Bourvil avait déjà, l'année précédente, tourné sur la place et le parvis de l'église trois scènes d'Un drôle de paroissien (1963) de Jean-Pierre Mocky. Des scènes de Midnight in Paris de Woody Allen ont également été prises en 2010 sur la place et dans les rues avoisinantes.